# Larissa
Lárisa, cũng gọi là Larissa, là thành phố ở phía Đông Hy Lạp, thủ phủ của Lárisa Department. Thành phố nằm ở trung tâm của đồng bằng Thessalu màu mỡ và rộng lớn được con sông Piniós cung cấp nước. Lárisa là một trung tâm thương mại và vận chuyển đường sắt bận rộn cho vùng nông nghiệp sản xuất trái cây, lúa mỳ, rau và thuốc lá. Thành phố cũng là nơi sản xuất lụa, đường ăn, rượu ouzo và rượu mùi hương anit. Thành phố là quê hương của Hippocrates, ông tổ của Tây y. Đây cũng là quê hương của nhà thơ Pindar. Thành phố đã bị chiếm đóng liên tục, bi La Mã chiếm đóng và sau đó bị Đế quốc Ottoman chiếm lâu nhất. Trận động đất năm 1941 và sự chiếm đóng của Đức Quốc xã trong Thế chiến thứ 2 đã làm thành phố hu hại nặng.

## Khí hậu
| Dữ liệu khí hậu của Larissa (1961–1990)  | Dữ liệu khí hậu của Larissa (1961–1990) | Dữ liệu khí hậu của Larissa (1961–1990) | Dữ liệu khí hậu của Larissa (1961–1990) | Dữ liệu khí hậu của Larissa (1961–1990) | Dữ liệu khí hậu của Larissa (1961–1990) | Dữ liệu khí hậu của Larissa (1961–1990) | Dữ liệu khí hậu của Larissa (1961–1990) | Dữ liệu khí hậu của Larissa (1961–1990) | Dữ liệu khí hậu của Larissa (1961–1990) | Dữ liệu khí hậu của Larissa (1961–1990) | Dữ liệu khí hậu của Larissa (1961–1990) | Dữ liệu khí hậu của Larissa (1961–1990) | Dữ liệu khí hậu của Larissa (1961–1990) |
| Tháng                                    | 1                                       | 2                                       | 3                                       | 4                                       | 5                                       | 6                                       | 7                                       | 8                                       | 9                                       | 10                                      | 11                                      | 12                                      | Năm                                     |
| ---------------------------------------- | --------------------------------------- | --------------------------------------- | --------------------------------------- | --------------------------------------- | --------------------------------------- | --------------------------------------- | --------------------------------------- | --------------------------------------- | --------------------------------------- | --------------------------------------- | --------------------------------------- | --------------------------------------- | --------------------------------------- |
| Cao kỉ lục °C (°F)                       | 21.8 (71.2)                             | 25.2 (77.4)                             | 26.8 (80.2)                             | 32.4 (90.3)                             | 40.0 (104.0)                            | 42.2 (108.0)                            | 45.2 (113.4)                            | 43.0 (109.4)                            | 39.2 (102.6)                            | 33.7 (92.7)                             | 29.0 (84.2)                             | 22.0 (71.6)                             | 45.2 (113.4)                            |
| Trung bình ngày tối đa °C (°F)           | 9.6 (49.3)                              | 11.8 (53.2)                             | 14.9 (58.8)                             | 20.0 (68.0)                             | 25.7 (78.3)                             | 30.9 (87.6)                             | 33.0 (91.4)                             | 32.4 (90.3)                             | 28.7 (83.7)                             | 22.1 (71.8)                             | 16.0 (60.8)                             | 10.9 (51.6)                             | 21.3 (70.3)                             |
| Trung bình ngày °C (°F)                  | 5.1 (41.2)                              | 6.8 (44.2)                              | 9.5 (49.1)                              | 14.0 (57.2)                             | 19.6 (67.3)                             | 24.9 (76.8)                             | 27.1 (80.8)                             | 26.0 (78.8)                             | 22.0 (71.6)                             | 16.1 (61.0)                             | 10.8 (51.4)                             | 6.3 (43.3)                              | 15.7 (60.3)                             |
| Tối thiểu trung bình ngày °C (°F)        | 0.5 (32.9)                              | 1.5 (34.7)                              | 3.4 (38.1)                              | 6.3 (43.3)                              | 10.8 (51.4)                             | 15.0 (59.0)                             | 17.6 (63.7)                             | 17.1 (62.8)                             | 14.1 (57.4)                             | 9.8 (49.6)                              | 5.5 (41.9)                              | 1.8 (35.2)                              | 8.6 (47.5)                              |
| Thấp kỉ lục °C (°F)                      | −21.6 (−6.9)                            | −10.5 (13.1)                            | −7.0 (19.4)                             | −3.4 (25.9)                             | 1.4 (34.5)                              | 7.2 (45.0)                              | 11.0 (51.8)                             | 10.0 (50.0)                             | 5.0 (41.0)                              | −2.0 (28.4)                             | −6.4 (20.5)                             | −17.5 (0.5)                             | −21.6 (−6.9)                            |
| Lượng Giáng thủy trung bình mm (inches)  | 29.7 (1.17)                             | 34.9 (1.37)                             | 36.3 (1.43)                             | 28.9 (1.14)                             | 37.1 (1.46)                             | 23.5 (0.93)                             | 20.3 (0.80)                             | 15.5 (0.61)                             | 29.4 (1.16)                             | 47.1 (1.85)                             | 58.2 (2.29)                             | 52.3 (2.06)                             | 413.2 (16.27)                           |
| Số ngày giáng thủy trung bình (≥ 1.0 mm) | 5.8                                     | 5.8                                     | 5.8                                     | 5.0                                     | 5.3                                     | 3.5                                     | 2.0                                     | 1.7                                     | 2.8                                     | 5.5                                     | 6.5                                     | 6.9                                     | 56.6                                    |
| Độ ẩm tương đối trung bình (%)           | 79.5                                    | 75.9                                    | 74.1                                    | 68.7                                    | 61.7                                    | 49.9                                    | 46.4                                    | 50.0                                    | 58.6                                    | 69.9                                    | 78.9                                    | 82.5                                    | 66.3                                    |
| Số giờ nắng trung bình tháng             | 104.7                                   | 117.8                                   | 157.5                                   | 213.8                                   | 266.3                                   | 307.2                                   | 337.1                                   | 320.1                                   | 247.6                                   | 171.8                                   | 126.0                                   | 101.0                                   | 2.470,9                                 |
| Nguồn: NOAA                              |                                         |                                         |                                         |                                         |                                         |                                         |                                         |                                         |                                         |                                         |                                         |                                         |                                         |